# ICal
iCal es una aplicación de calendario personal hecha por Apple Inc. que se ejecuta en el sistema operativo Mac OS X. iCal también puede referirse a iCalendar, el formato de calendario estándar empleado por la aplicación de calendario iCal.

## Características
- Almacena seguimiento de eventos y citas, permite múltiples vistas de calendario (como calendarios "domésticos", de "oficina" y "para niños") para identificar rápidamente conflictos de horarios y tiempo libre.
- Está integrado con MobileMe, por lo que los calendarios pueden ser compartidos por Internet. También se pueden compartir calendarios a través del protocolo WebDAV.
- Se puede 'suscribir' a otros calendarios para mantener el contacto con amigos y otras cosas como horarios de competiciones atléticas y programas de televisión.
- Permite la recepción de notificaciones de próximos eventos tanto en la pantalla, por correo electrónico, SMS o buscapersonas.